# تصور (اسب)
تصور (به انگلیسی: Imagine) (کُرّگی در ۲۰ فوریه ۱۹۹۸)، نام یک اسب مسابقه و اسب نژاد اصیل ایرلندی بود که بیشتر به دلیل برنده شدن در مسابقات ایرلندی ۱۰۰۰ گینس و اوکس در سال ۲۰۰۱ شناخته شد. در یک حرفه مسابقه‌ای که از اوت ۲۰۰۰ تا ژوئن ۲۰۰۱ طول کشید، اسبی به نام فیلی ده بار دوید و در چهار مسابقه پیروز شد. این اسب در دوسالگی، تصور شش بار دوید، برنده گروه سه CL Weld Park Stakes در Curragh و در گروه دو Rockfel Stakes در نیومارکت دوم شد. بهار بعد، فیلی در دو مسابقه اول خود پیش از پیروزی در مسابقات ایرلندی ۱۰۰۰ گینه در کوراگ شکست خورد. تصور با ارزش‌ترین موفقیت خود را در آخرین حضور خود به ثبت رساند و برنده کلاسیک اوکس بیش از یک و نیم مایل در Epsom شد. او هرگز دوباره مسابقه نداد، اما ثابت کرد که یک زادآور موفق است.